# 常時平
常時平（1497年—？），字允升，號中水，直隸河間府交河縣人，軍籍，明朝政治人物。

## 生平
嘉靖元年（1522年）壬午科順天府鄉試第二十八名舉人。嘉靖八年（1529年）中式己丑科會試第七十九名，登第二甲第五十八名進士。授刑部主事，十二年六月改任浙江道御史，十三年巡按辽东，二十年二月升山西按察司佥事，二十三年正月升河南布政使司右参议，二十六年因湖广贡银在河南新乡被劫，巡按御史侯度、分巡佥事刘佐、分守参議常时平、卫辉府知府李用和等人被逮捕至京拷问，三十二年考察以有疾罢官归乡。

## 家族
曾祖常增；祖父常安，曾任壽官；父常秀，母王氏。具庆下。弟時稳、時在、時新、時習。